# رون ألين (شاعر)
رون ألين (بالإنجليزية: Ron Allen)‏ هو كاتب مسرحي وشاعر أمريكي، ولد في 13 سبتمبر 1947 في ديترويت في الولايات المتحدة، وتوفي في 10 أغسطس 2010 في لوس أنجلوس في الولايات المتحدة.